# Ґрем Муді
Ґрем Муді (англ. Graham Moodie, 15 січня 1981) — британський хокеїст на траві.
Учасник Олімпійських Ігор 2004 року.